# Knäppupp II – Denna sida upp
Denna sida upp (1954–1955) var den andra Knäppupprevyn som Povel Ramel satte upp. Textförfattare var Povel Ramel, Yngve Gamlin, Pekka Langer med flera, och Povel Ramel skrev även musiken. För regin svarade Per Martin Hamberg, dekoren skapade av Yngve Gamlin och kapellmästare var Erik Johnsson.
Revyn hade premiär på Idéonteatern i Stockholm den 1 oktober 1954 och spelade där till den 12 mars 1955. Tältturnén över Sverige pågick sedan 6 maj till 4 september 1955.
Denna sida upp började med en elastisk inledning (det vill säga artisterna påbörjade revyn under tiden publiken letade efter sina platser) precis som den första Knäppupprevyn. Den här gången bar folk in flyttkartonger på scenen. Och lite senare när alla hade hittat sin plats packades kartongerna upp och ut ur kartongerna kom Flickery Flies och sjöng inledningslåten Denna sida upp.

## Medverkande
Lissi Alandh, Tosse Bark, Gunwer Bergkvist, Brita Borg, Allan Johansson, Bertil Johnson, Ludde Juberg, Pekka Langer, Martin Ljung, Ulla Petré, Povel Ramel, Oscar Rundqvist, Hanny Schedin, Mille Schmidt med flera.

## Spelplatser för tältrevyn (i ordningsföljd)[2]
Uppsala, Enköping, Västerås, Köping, Eskilstuna, Södertälje, Nyköping, Katrineholm, Norrköping, Mjölby, Linköping, Nässjö, Jönköping, Kalmar, Karlskrona, Värnamo, Borås, Alingsås, Trollhättan, Säffle, Karlstad, Kristinehamn, Karlskoga, Göteborg, Malmö, Kristianstad, Hässleholm, Hälsingborg, Halmstad, Falkenberg, Varberg, Växjö, Motala, Bollnäs, Ljusdal, Ånge, Östersund, Strömsund, Vilhelmina, Arvidsjaur, Kiruna, Malmberget, Boden, Haparanda, Övertorneå, Luleå, Piteå, Skellefteå, Bastuträsk, Lycksele, Umeå, Örnsköldsvik, Sollefteå, Härnösand, Sundsvall, Hudiksvall, Söderhamn, Gävle, Falun, Borlänge, Ludvika, Fagersta, Örebro.

## Revynummer
- Elastisk öppning
- Denna sida upp Flickery Flies
- Herr Kol och Herr Kox Povel och Martin
- Följ mej bortåt vägen Brita Borg
- The Great Farini Martin Ljung
- Siskorna i björken Povel Ramel
- Då hade jag håret så här Gunwer Bergkvist
- Rutigt och tutigt Flickery Flies
- Macbeth Martin Ljung
- Balladen om Eugen Cork Povel Ramel och Flickery Flies
- Pekka Langer (som filosofisk lekare)
- Fars fabrik Povel Ramel och Flickery Flies
- Den strömlinjeformade Rödluvan Lissi Alandh
- Hamlet Martin Ljung
- Alla har vi varit små Povel och Gunwer
- Då var det synd om mig Martin Ljung
- Följ mig bortåt vägen (var även finallåt)